# F Defensora (F-41)
F Defensora (F-41) é uma fragata da Classe Niterói, da Marinha do Brasil.
Fruto do Programa de Renovação e Ampliação de Meios Flutuantes da Marinha, concebido na década de 1970, que previa a construção de seis fragatas da Classe Niterói, foi a segunda a ser iniciada.
Construída nos estaleiros Vosper-Tornicroft Ltd., na Inglaterra, em 1972, o seu batimento de quilha ocorreu a 13 de Setembro. Foi lançada ao mar a 27 de Março de 1975, e, após os testes de mar, incorporada à armada em 5 de Março de 1977, em cerimônia realizada no porto de Southampton.
Foi modernizada a partir de Junho de 2000, recebendo melhorias particularmente nos sistemas de sensores e armamentos, retornando ao serviço ativo em Agosto de 2003.
A embarcação é orgulhosamente apelidada de A Deusa pela sua tripulação.